# Лиепиньш, Илмар Эвальдович
Илмар Эвальдович Лиепиньш (латыш. Ilmārs Liepiņš; 2 августа 1947, Рига — 26 августа 2007, Рига) — советский футболист, выступавший на позиции полузащитника.
Илмарс Лиепиньш происходил из футбольной семьи — его отец был нападающим «Даугавы» в 1946—1948 годах, а его брат Юрис также играл в футбол.
После окончания «Рижской футбольной школы» Илмарс играл за «Elektrons Rīga» и вскоре был приглашен в ФК «Даугава». В свой первый сезон Лиепиньш сыграл 17 матчей, но уже в 1970 году он стал важной частью команды и был избран капитаном команды. Он играл за «Даугаву» до 1979 года и был одним из самых популярных игроков в команде. За 10 лет за «Даугаву» Лиепиньш сыграл 360 матчей и забил 74 гола.
После ухода из активного футбола Лиепиньш продолжал тренировать детский футбол в «Рижской футбольной школе» (воспитанник Роман Сидоров), где проработал до своей смерти в 2007 году. Он умер от ран после нападения группы подростков.

## Клубная статистика
| Выступление      | Выступление      | Выступление      | Лига | Лига | Кубок | Кубок | Итого | Итого |
| Клуб             | Лига             | Сезон            | Игры | Голы | Игры  | Голы  | Игры  | Голы  |
| ---------------- | ---------------- | ---------------- | ---- | ---- | ----- | ----- | ----- | ----- |
| Даугава          | «А» (2 гр.)      | 1969             | 17   | 1    | —     | —     | 17    | 1     |
| Даугава          | «А» (1 гр.)      | 1970             | 39   | 7    | —     | —     | 39    | 7     |
| Даугава          | первая           | 1971             | 39   | 5    | 2     | 0     | 41    | 5     |
| Даугава          | вторая           | 1972             | 40   | 6    | —     | —     | 40    | 6     |
| Даугава          | вторая           | 1973             | 18   | 1    | —     | —     | 18    | 1     |
| Даугава          | вторая           | 1974             | 45   | 3    | —     | —     | 45    | 3     |
| Даугава          | вторая           | 1975             | 33   | 3    | —     | —     | 33    | 3     |
| Даугава          | первая           | 1976             | 36   | 4    | 1     | 0     | 37    | 4     |
| Даугава          | вторая           | 1977             | 35   | 11   | —     | —     | 35    | 11    |
| Даугава          | вторая           | 1978             | 37   | 13   | 2     | 0     | 39    | 13    |
| Даугава          | вторая           | 1979             | 9    | 1    | —     | —     | 9     | 1     |
| Даугава          | Итого            | Итого            | 348  | 55   | 5     | 0     | 353   | 55    |
| Всего за карьеру | Всего за карьеру | Всего за карьеру | 348  | 55   | 5     | 0     | 353   | 55    |

## Достижения
Чемпионат Латвийской ССР
- Серебряный призёр: 1968

Кубок Латвии
- Финалист: 1967